# Pyrrhalta
Pyrrhalta is een geslacht van kevers uit de familie bladkevers (Chrysomelidae).
De wetenschappelijke naam van het geslacht werd in 1866 gepubliceerd door Joannis.

## Soorten
- Pyrrhalta aenescens (Fairmaire, 1878)
- Pyrrhalta angulaticollis (Gressitt & Kimoto, 1963)
- Pyrrhalta annulicornis (Baly, 1874)
- Pyrrhalta basifasciata Samoderzhenkov, 1988
- Pyrrhalta brunneipes (Gressitt & Kimoto, 1963)
- Pyrrhalta corpulenta (Gressitt & Kimoto, 1963)
- Pyrrhalta crassipunctata Yang in Yang, 1992
- Pyrrhalta curticollis Samoderzhenkov, 1988
- Pyrrhalta darjeelingensis Kimoto, 1979
- Pyrrhalta discalis (Gressitt & Kimoto, 1963)
- Pyrrhalta dorsalis (Chen, 1942)
- Pyrrhalta erosa (Hope, 1841)
- Pyrrhalta esakii Kimoto, 1963
- Pyrrhalta flavescens (Weise, 1887)
- Pyrrhalta fuscipennis (Jacoby, 1885)
- Pyrrhalta gracilicornis (Chen, 1942)
- Pyrrhalta gressitti Kimoto, 1969
- Pyrrhalta grisseovillosa (Jacoby, 1890)
- Pyrrhalta hainanensis (Gressitt & Kimoto, 1963)
- Pyrrhalta hanungus Samoderzhenkov, 1988
- Pyrrhalta huangshana (Chen, 1964)
- Pyrrhalta humeralis (Chen, 1942)
- Pyrrhalta hupehensis (Gressitt & Kimoto, 1963)
- Pyrrhalta igai Kimoto, 1981
- Pyrrhalta impressicollis Samoderzhenkov, 1988
- Pyrrhalta ishiharai Kimoto, 1994
- Pyrrhalta jeanvoinei (Laboissiere, 1929)
- Pyrrhalta kabakovi Samoderzhenkov, 1988
- Pyrrhalta kawashimai Kimoto, 1964
- Pyrrhalta konishii Kimoto, 1963
- Pyrrhalta kwangtungensis (Gressitt & Kimoto, 1963)
- Pyrrhalta limbatus (Laboissiere, 1927)
- Pyrrhalta longipilosa (Chen, 1942)
- Pyrrhalta luteola (Muller, 1766)
- Pyrrhalta maculata (Gressitt & Kimoto, 1963)
- Pyrrhalta maculicollis (Motschulsky, 1853)
- Pyrrhalta martensi Medvedev & Sprecher-Uebersax, 1999
- Pyrrhalta medvedevi Sprecher-Uebersax & Zoia, 2002
- Pyrrhalta meghalayana Medvedev, 2002
- Pyrrhalta metallica (Gressitt & Kimoto, 1963)
- Pyrrhalta microphthalma Samoderzhenkov, 1988
- Pyrrhalta nigricornis Ohno, 1962
- Pyrrhalta nigromaculata Yang in Yang, 1992
- Pyrrhalta nigromarginata (Jacoby, 1885)
- Pyrrhalta ningpoensis (Gressitt & Kimoto, 1963)
- Pyrrhalta ohbayashii Kimoto, 1984
- Pyrrhalta orientalis (Ogloblin, 1936)
- Pyrrhalta ornatipennis Samoderzhenkov, 1988
- Pyrrhalta ruficollis (Gressitt & Kimoto, 1963)
- Pyrrhalta seminigra (Jacoby, 1885)
- Pyrrhalta sericea (Weise, 1889)
- Pyrrhalta shirozui Kimoto, 1969
- Pyrrhalta sikanga (Gressitt & Kimoto, 1963)
- Pyrrhalta silfverbergi Lopatin, 2005
- Pyrrhalta subaenea (Ogloblin, 1936)
- Pyrrhalta subcoerulescens (Weise, 1884)
- Pyrrhalta submetallics (Chen, 1942)
- Pyrrhalta sulcatipennis (Chen, 1942)
- Pyrrhalta taiwana Kimoto, 1969
- Pyrrhalta takizawai Kimoto, 1996
- Pyrrhalta tatesuji Kimoto, 2001
- Pyrrhalta tianmuensis (Chen, 1964)
- Pyrrhalta tibialis (Baly, 1874)
- Pyrrhalta tuberculata (Say, 1824)
- Pyrrhalta tumida (Gressitt & Kimoto, 1963)
- Pyrrhalta viburni (Paykull, 1799) - Sneeuwbalhaantje
- Pyrrhalta viridipennis Kimoto, 1981
- Pyrrhalta wilcoxi (Gressitt & Kimoto, 1965)
- Pyrrhalta xizangana Chen & Jiang, 1981
- Pyrrhalta yasumatsui Kimoto, 1964